# Штеенбек, Макс
Макс Штеенбек (нем. Max Steenbeck; 21 марта 1904, Киль, Германская империя — 15 декабря 1981, Берлин, ГДР) — немецкий физик. В 1935 году разработал первый работающий бетатрон, а в 1947 — первую газовую центрифугу для разделения изотопов урана.
До рассекречивания атомного проекта большинство исследователей не могли знать, что центрифуги гораздо раньше разрабатывал и строил другой ученый — ранее сбежавший в СССР из нацистской Германии:  Фриц Фрицович Ланге 

## Биография
Родился в учительской семье. Школьное образование получил большей частью в родительском доме. После получения аттестата поступил в Университет имени Христиана Альбрехта, где до 1927 г. изучал сначала химию, а затем физику у Ханса Гейгера и Вальтера Косселя. Последний был руководителем его диссертации, защищённой в 1929 г. и посвящённой измерению интенсивности рентгеновских лучей. В 1929 г. женился на Марте Витт (род. в Киле в 1902 г.), от этого брака произошли трое детей.
После завершения экспериментальной части диссертации Штеенбек поступил в качестве руководителя лаборатории в исследовательское подразделение фирмы «Сименс-Шуккерт», где он работал до 1945 года. В 1943 г. он являлся техническим руководителем, а затем непродолжительное время руководителем электрических подстанций района Берлина, в котором располагались предприятия «Сименс».
Первые исследовательские темы Штеенбека были связаны с газовым разрядом. В 1937 году он сконструировал бетатрон. С 1936 г. Штеенбек приглашался неоднократно на профессорскую работу в университеты. Но он отклонял предложения, так как не хотел прерывать работу на «Сименс-Шуккерт». В 1937 году под его руководством было создана импульсная рентгеноскопическая камера, с помощью которой были экспериментально изучены взрывные свойства кумулятивных снарядов для разрабатываемых в то время в Германии фаустпатронов. С 1940 года по военным заказам работал над проблемами обнаружения магнитных мин. Одновременно Штеенбек проводил работы по сильноточным полупроводникам для оптимизации работы выпрямителей.

### Работа в СССР
До начала войны в научных кругах СССР имя М. Штеенбека было хорошо известно по его двухтомному учебному пособию и одной из первой в мировой литературе основополагающей работе по физике плазмы (1939), русский перевод этой книги был опубликован в трех выпусках журнала «Успехи физических наук» в 1941 году (Ромпе Р., Штеенбек М. Газы в состоянии плазмы. // Успехи физических наук. — 1941. — № 2-4). Имя Штеенбека было хорошо также известно Л. А. Арцимовичу, который прибыл в Берлин в качестве «демонтажника» в мае 1945 года. Найти Штеенбека ему сразу не удалось, после вступления Красной Армии в Берлин в апреле 1945 года его, как одного из руководителей фирмы «Сименс-Шуккерт», без особого разбора признали нацистом, он был взят в плен и до середины сентября содержался в концлагере для военнопленных в Познани, где М. Штеенбек тяжело заболел и был почти при смерти. «Через несколько дней, — вспоминал Штеенбек, — я должен был оказаться в хлорном бараке, если бы не произошло чудо, один из офицеров НКВД лагеря (в прошлом инженер) не вспомнил, что мое имя он слышал до войны, и он сообщил дальше куда следует».
Дальше, во многом благодаря помощи Л. А. Арцимовича, Штеенбек был отправлен в Сухуми, где он должен был работать в рамках проекта по созданию советской атомной бомбы. В общей сложности в бывших корпусах пансионатов, спешно переоборудованных в лаборатории и обнесённых колючей проволокой, работало более 100 немецких специалистов. На базе этих лабораторий был создан Сухумский физико-технический институт (СФТИ). Штеенбек руководил группой, работавшей над обогащением урана, в которую входили, в частности и инженеры Гернот Циппе и Рудольф Шеффель.
После многочисленных неудачных попыток с использованием различных методов разделения они разработали способ разделения изотопов урана с помощью газовой центрифуги (ранее аналогичными исследованиями в СССР занимался Фриц Фрицович Ланге, немецкий физик, сбежавший из нацистской Германии (проект атомной бомбы ХФТИ 1940 года).
В эти годы он регулярно приезжал также в Москву и участвовал (как консультант) по проблеме электромагнитного обогащения изотопов урана в работе лаборатории Л. А. Арцимовича, с которым у него установились тесные профессиональные и дружеские отношения, и которые продолжались впоследствии вплоть до смерти Л. А. Арцимовича.
В январе 1951 года результаты работ по развитию газовой центрифуги были доложены на заседании Технического совета, а в сентябре 1952 года группа Штеенбека была переведена из Сухуми в Ленинград на ОКБ Кировский завод. Здесь группа Штеенбека продолжила работу по созданию промышленного образца газовой центрифуги. В начале 1953 года на заседании Технического совета было признано преимущества газовой центрифуги группы Штеенбека над моделью, разрабатываемой под руководством Е.Каменева, и принято решение дальнейшего развития и производство центрифуг, разработанной группой Штеенбека. В дальнейшем, уже без участия группы Штеенбека, достоинства проектов обеих групп, как и оригинальный способ непрерывного отбора продукта — обогащенной газовой фракции урана, разработанный в группе профессора И. К. Кикоина, были реализованы в окончательных моделях газовых центрифуг, производимых в СССР. Эти выдающиеся работы обеспечили Советский Союз самой передовой технологией разделения изотопов урана.
Немецких учёных в сентябре 1953 года перевели на «карантин» и дали свободу выбора работы по открытой научной тематике. В связи с этим группа Штеенбека была переведена в Киев. В физическом институте Украинской Академии наук М.Штеенбек работает над проблемами полупроводников, а также публикует работу по геофизике. М. Штеенбек постоянно поднимал вопрос о возвращении его и его семьи в Германию, особенно в связи с тем, что он хотел, чтобы его старшая дочь имела возможность закончить гимназию непременно в Германии. Его сотрудники Гернот Циппе и Рудольф Шеффель также находились вплоть до отъезда в Германию вместе с ним в Киеве и были по сути безработными.

### Возвращение в Германию
26 июля 1956 г. Штеенбеку разрешают переехать в ГДР. Сотрудники Штеенбека, Гернот Циппе и Рудольф Шеффель, которые оказались на Западе, патентуют технологию по газовым центрифугам в Западной Германии, известной сегодня как «Циппе-центрифуга».

### Работа в Германии
С 1956 г. по 1959 г. M.Штеенбек работал в Йенском университете имени Фридриха Шиллера, где он преподавал в институте физики плазмы. Одновременно до 1960 г. он возглавлял Институт магнитных материалов в Йене, затем был там же директором Института магнитогидродинамики.
С 1956 г. был членом АН ГДР, с 1966 г. по 1972 г. — её вице-президентом. С 1957 г. по 1962 г. возглавлял работы по ядерной физике и энергетике ГДР. В 1966 году был избран иностранным членом Академии наук СССР по Отделению общей и прикладной физики.

## Награды
- Награждён Большой золотой медалью им. М. В. Ломоносова (1972) за выдающиеся достижения в области физики плазмы и прикладной физики
- Награждён премией «Энергия» фонда Альфреда Круппа фон Болена (1977) за выдающийся вклад в развитие производства атомной энергии.

## Мемуары
- Max Steenbeck. Impulse und Wirkungen. Schritte auf meinem Lebensweg. (Verlag der Nation, 1977)

## Труды
- R. Rompe and M. Steenbeck. Der Plasmazustand der Gase. In Ergebnisse der exakten Naturwissenschaften, volume 18, pages 257{376. Springer, 1939
- Max Steenbeck Probleme und Ergebnisse der Elektro- und Magnetohydrodynamik (Akademie-Verl., 1961)
- Max Steenbeck, Fritz Krause, and Karl-Heinz Rädler Elektrodynamische Eigenschaften turbulenter Plasmen (Akademie-Verl., 1963)
- Max Steenbeck Wilhelm Wien und sein Einfluss auf die Physik seiner Zeit (Akademie-Verl., 1964)
- Max Steenbeck Die wissenschaftlich-technische Entwicklung und Folgerungen für den Lehr- und Lernprozess im System der Volksbildung der Deutschen Demokratischen Republik (VEB Verl. Volk u. Wissen, 1964)
- Max Steenbeck Wachsen und Wirken der sozialistischen Persönlichkeit in der wissenschaftlich-technischen Revolution (Dt. Kulturbund, 1968)
- Max Steenbeck Impulse und Wirkungen. Schritte auf meinem Lebensweg. (Verlag der Nation, 1977)